# Guy Lemaire
Pour les articles homonymes, voir Guy Lemaire (homonymie) et Lemaire.
Guy Lemaire est un homme politique français, né le 6 juin 1938.
Il est membre de l'Union pour un mouvement populaire après avoir appartenu au Rassemblement pour la République.

## Biographie
Médecin biologiste de profession, Guy Lemaire est élu adjoint au maire de La Baule-Escoublac en 1977 ; il restera à ce poste jusqu'en 1995. Lors des municipales de 1995, il est réélu au conseil municipal mais reste simple conseiller municipal. En 2001, il ne sollicite pas de nouveau mandat communal.
En 1985, il est élu conseiller général du canton de La Baule-Escoublac et est depuis régulièrement réélu. De 1992 à 2004, il est vice-président du conseil général de la Loire-Atlantique. Depuis cette date, et malgré le changement de majorité départementale, il est toujours membre de la commission permanente.
Lors des élections sénatoriales de 1992, il est élu sénateur de la Loire-Atlantique. Il siégeait au sein du groupe Rassemblement pour la République et était membre de la commission des affaires économiques. Lors des élections sénatoriales de 2001, il est placé en deuxième position sur la liste menée par Gisèle Gautier et n'est pas réélu, victime de la concurrence de la liste menée par  André Trillard arrivée en tête.

## Mandats
Sénateur
- 27/09/1992 - 30/09/2001 : sénateur de la Loire-Atlantique

Conseiller général
- 17/03/1985 - 27/03/1994 : membre du conseil général de la Loire-Atlantique (élu dans le canton de La Baule-Escoublac)
- 28/03/1994 - 28/03/2004 : vice-président du conseil général de la Loire-Atlantique
- Depuis le 28/03/2004 : membre du conseil général de la Loire-Atlantique

Conseiller municipal / Maire
- 1977 - 1995 : adjoint au maire de La Baule-Escoublac, Loire-Atlantique
- 1995 - 2001 : conseiller municipal de La Baule-Escoublac